# 撕票風雲
《撕票風雲》（英語：Black Ransom）是一部2010年的香港電影，由姜國民執導，任達華、苗僑偉、陳法拉主演。

## 情節
重案組督察張博文（任達華飾）是警界之星。自從經歷喪妻之痛後，博文變得意志消沉，經常借酒消愁，在警隊聲譽受影響之餘，在家與女兒（和田裕美飾）的關係也變得惡劣。
重案組來了新任警司古國強（陳法拉飾），誠邀博文接手處理一連串綁架案。黑幫頭目一個個被綁架、撕票、殺害，但綁匪的行兇手段專業高明。
經過一連串抽絲剝繭後，博文終於發現幕後主腦是一個以何湛森（苗僑偉飾）為首的綁匪組織。湛森對警隊運作瞭如指掌，博文鍥而不捨要把湛森繩之於法，警界雙雄的生死決戰一觸即發。

## 演員表
- 任達華 飾 張博文
- 苗僑偉 飾 何湛森
- 陳法拉 飾 古國強
- 釋延能 飾 排骨 (粵語配音：陳旭明)
- 王青 飾 大口
- 劉洋 飾 小月(粵語配音：程文意)
- 瞿穎 飾 珊
- 黃德斌 飾 冰王
- 和田裕美 飾 張雯茵
- 王浩信 飾 泉
- 安志杰 飾 高達
- 彭敬慈 飾 標
- 張雷 飾 肥牛
- 王子涵 飾 大孖(茵同學)
- 吳志雄 飾 社團大佬
- 陳寶轅 飾 陳虎威(老虎)
- 黃栢文 飾 唐清(喪清)
- 李思蓓 飾 唐清妻子(清嫂)
- 張權 飾 龍叔
- 梁敏儀 飾 雯雯
- 張嘉倫 飾 大偉
- 黃立意 飾 小寶
- 陳柏妮 飾 小菲
- 陳中泰 飾 輝
- 江洋 飾 Eagle

## 拍攝場地(部分)
- 前皇后山軍營, 蘭桂坊, 必列者士街及水池巷

## 外部連結
- 開眼電影網上《撕票風雲》的資料（繁體中文）
- 香港影庫上《撕票風雲》的資料（繁體中文）
- 豆瓣电影上《撕票風雲》的資料 （简体中文）
- 时光网上《撕票風雲》的資料（简体中文）
- AllMovie上《撕票風雲》的资料（英文）
- 爛番茄上《撕票風雲》的資料（英文）
- TCM电影资料库上《撕票風雲》的资料（英文）
- 互联网电影数据库（IMDb）上《撕票風雲》的资料（英文）